# Hans Breker

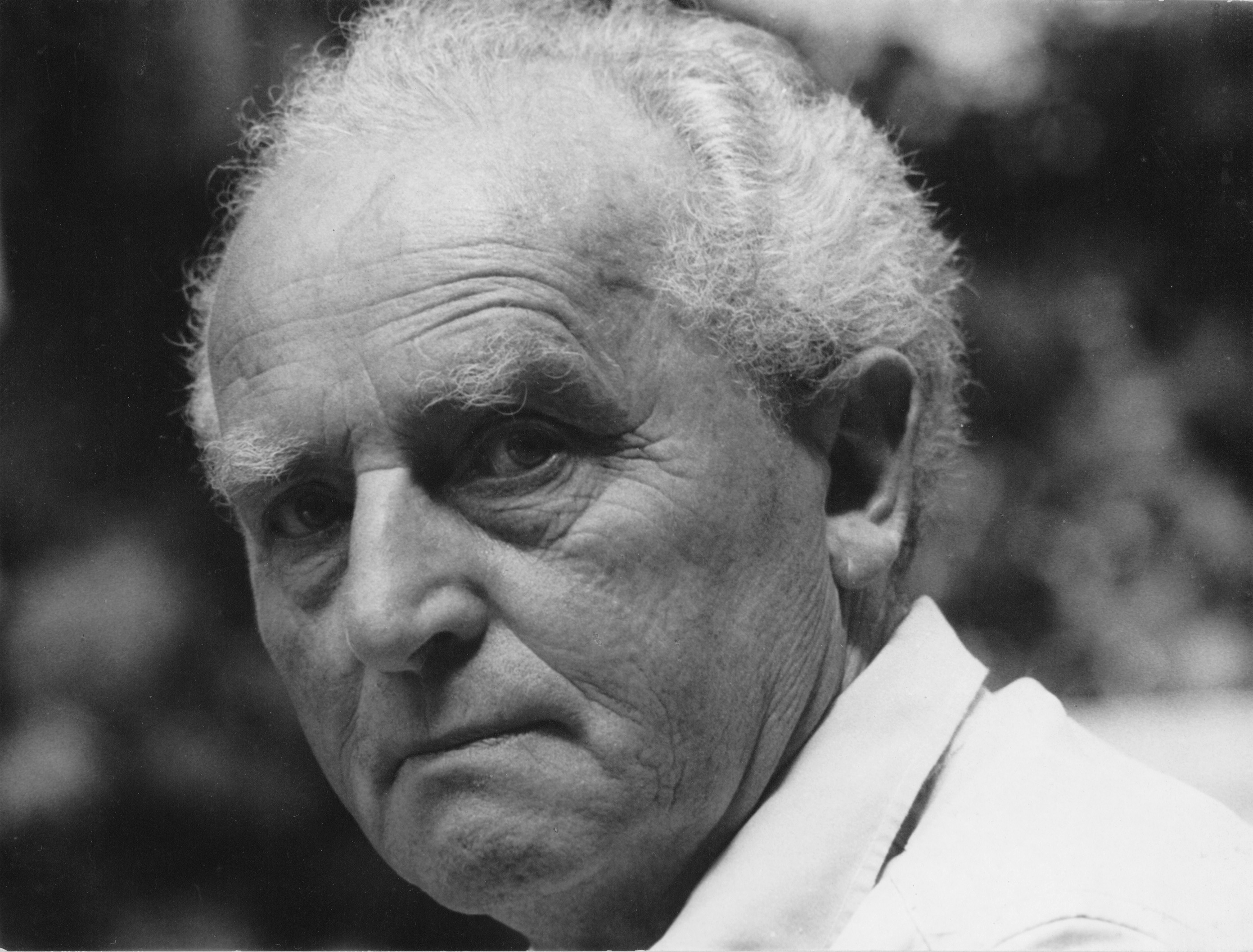
Hans Breker – Maler und Bildhauer

Hans Breker (* 5. November 1906 in Elberfeld; † 15. November 1993 in Düsseldorf; Pseudonym: Hans van Breek) war ein deutscher Bildhauer und Maler.

## Leben

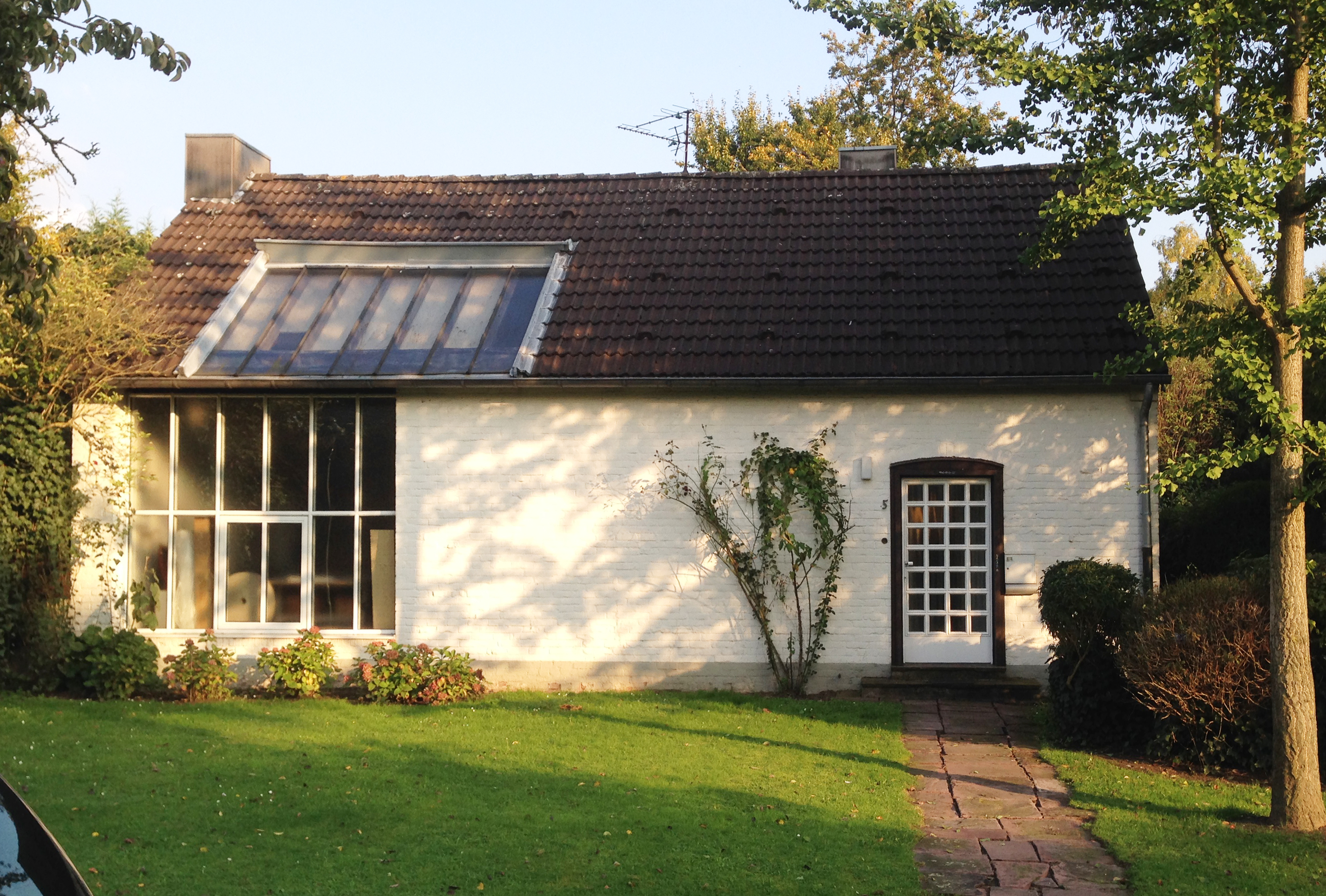
Franz-Jürgens-Straße 5, Düsseldorf-Golzheim

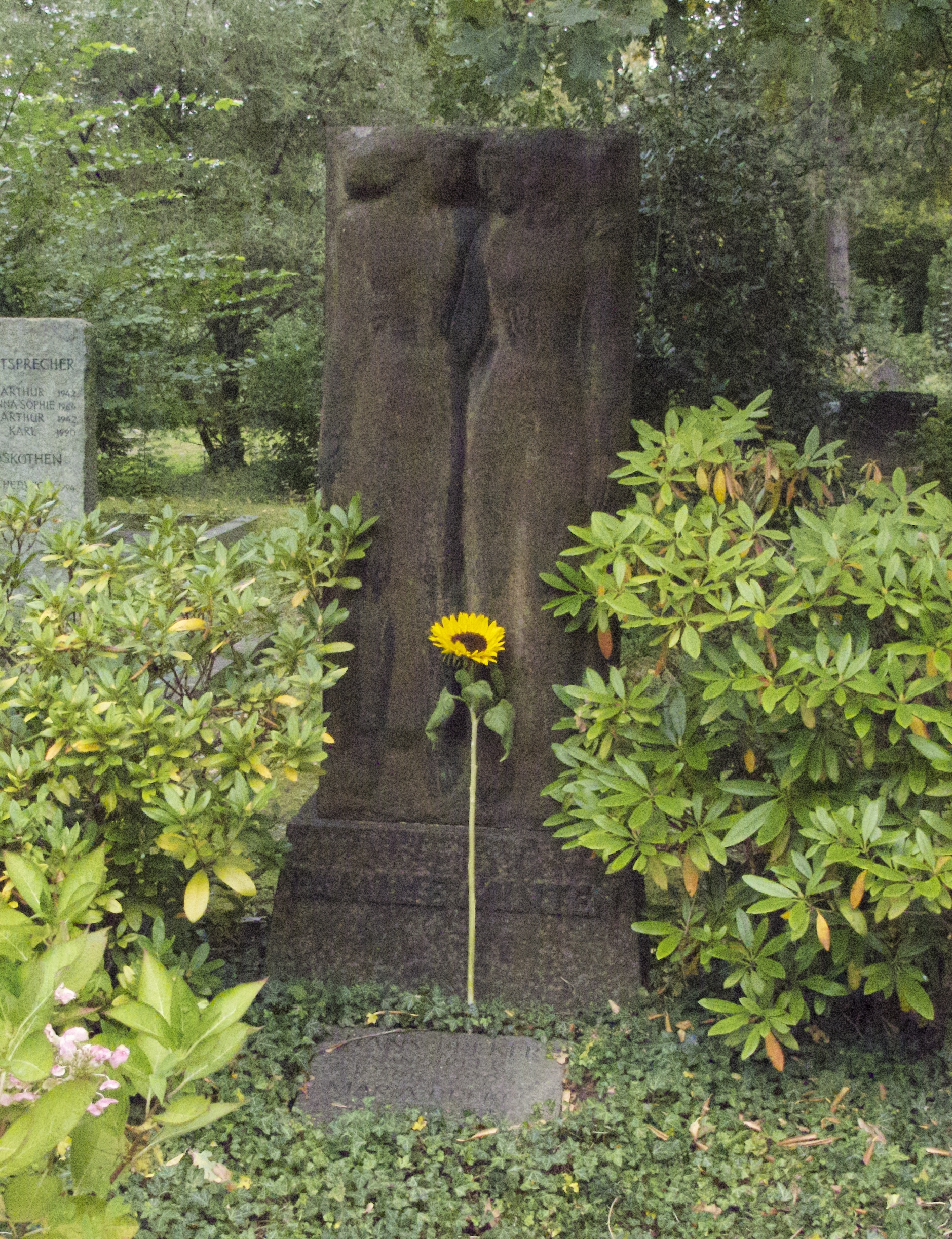
Hans und Maria Breker, Grabstätte Familie Minten, Nordfriedhof Düsseldorf

Der Vater Brekers war Steinmetz und führte ein Grabsteingeschäft. Aus der Ehe der Eltern gingen fünf Kinder hervor. Mit dem älteren Bruder Arno Breker (1900–1991), der wie er Bildhauer wurde und in der NS-Zeit sehr erfolgreich war, wurde und wird er immer wieder verwechselt. Dabei gingen sie sehr unterschiedliche Wege. Hans Breker begann seine Ausbildung 1925 an der Kunstakademie Dresden bei Karl Albiker und wechselte 1928 zu Richard Langer an die Kunstakademie Düsseldorf. Bis 1942 arbeitete er dort als freischaffender Künstler. 1937 heiratete er Maria Minten. 1939 und 1941 wurden die Töchter Beate und Susanne geboren.
In der Zeit des Nationalsozialismus war Breker Mitglied der Reichskammer der bildenden Künste. Für diese Zeit ist seine Teilnahme an 14 Gruppenausstellungen sicher belegt, darunter 1937 und 1940 bis 1942 mit insgesamt sieben Werken an der Großen Deutschen Kunstausstellung im Haus der Kunst in München.  Albert Speer kaufte dort 1941 die Statuen Bergmann und Eisenhüttenmann zu je 25000 RM. 1936 erhielt Breeker den Cornelius-Preis der Stadt Düsseldorf und 1942/1943 die Auszeichnung mit dem Villa-Romana-Preis. Damit war ein Studienaufenthalt mit der Familie in der Villa Romana in Florenz verbunden.  1944 stand Breker in der Gottbegnadeten-Liste des Reichsministeriums für Volksaufklärung und Propaganda.
Nach der Zerstörung seines Düsseldorfer Ateliers und seiner Wohnung übersiedelte die Familie nach Weimar.
1945 wurde dort die Hochschule für Baukunst und bildende Künste neu gegründet. Breker erhielt einen Ruf unter der Bedingung einer Namensänderung, um Verwechslungen mit seinem Bruder Arno Breker zu vermeiden. Er wählte den Namen Hans van Breek.
1948 verlieh man ihm den Titel „Professor auf Lebenszeit“ und den Lehrstuhl für Freie Plastik sowie Architektur- und Aktzeichnung. Einer seiner Schüler war Werner Stötzer.
1954 kehrte die Familie aus politischen und familiären Gründen nach Düsseldorf zurück. Hier lebte er als freischaffender Bildhauer, dem viele öffentliche Aufträge zur Gestaltung von Brunnen, Plätzen und Denkmälern übertragen wurden, aber auch als Maler. 1969 erhielt Breker das Haus Franz-Jürgens-Straße 5 in der Künstlersiedlung Golzheim.
Er wurde auf dem Düsseldorfer Nordfriedhof beerdigt.

## Werke (Auszug)

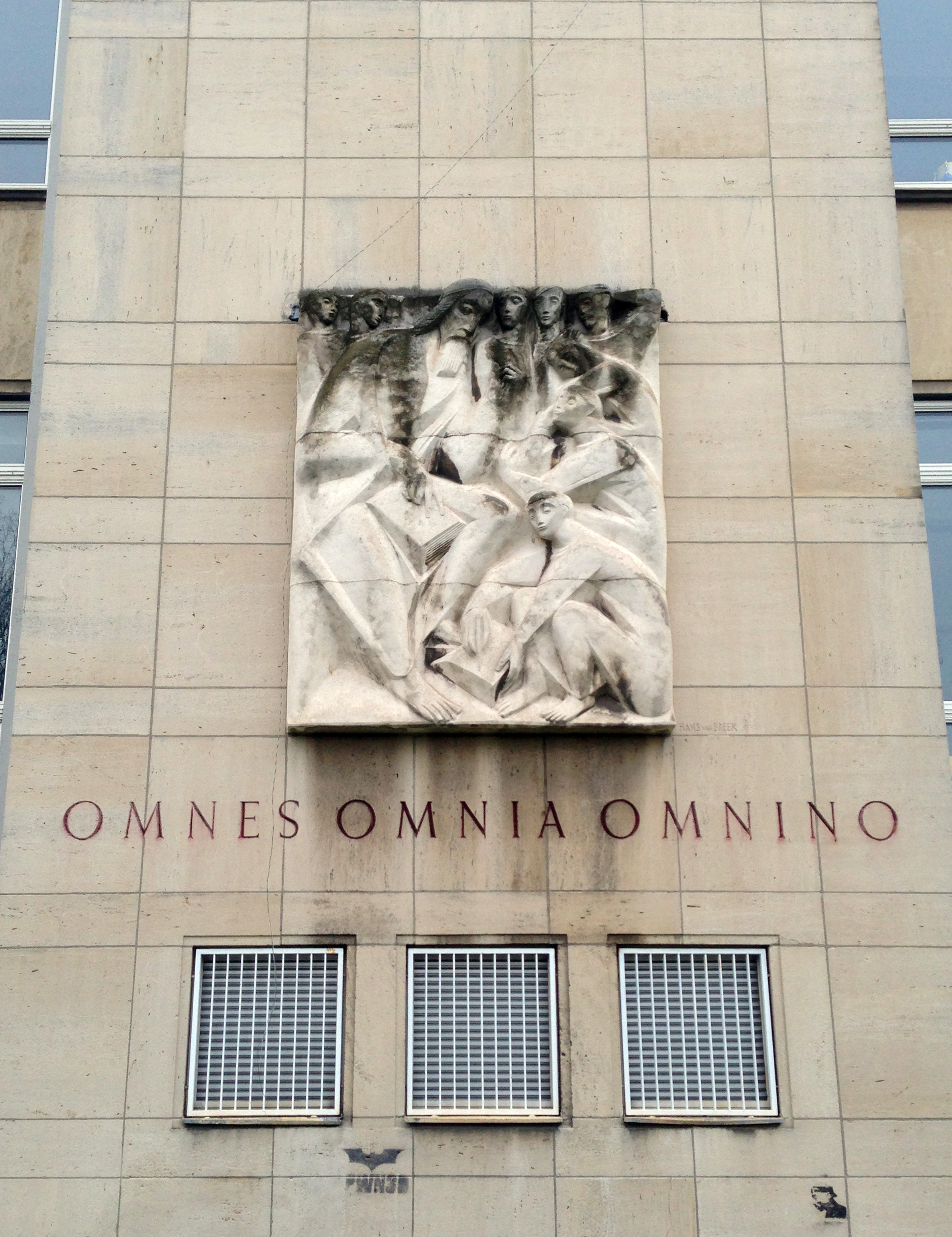
Comenius-Relief am Comenius-Gymnasium Düsseldorf, 1954

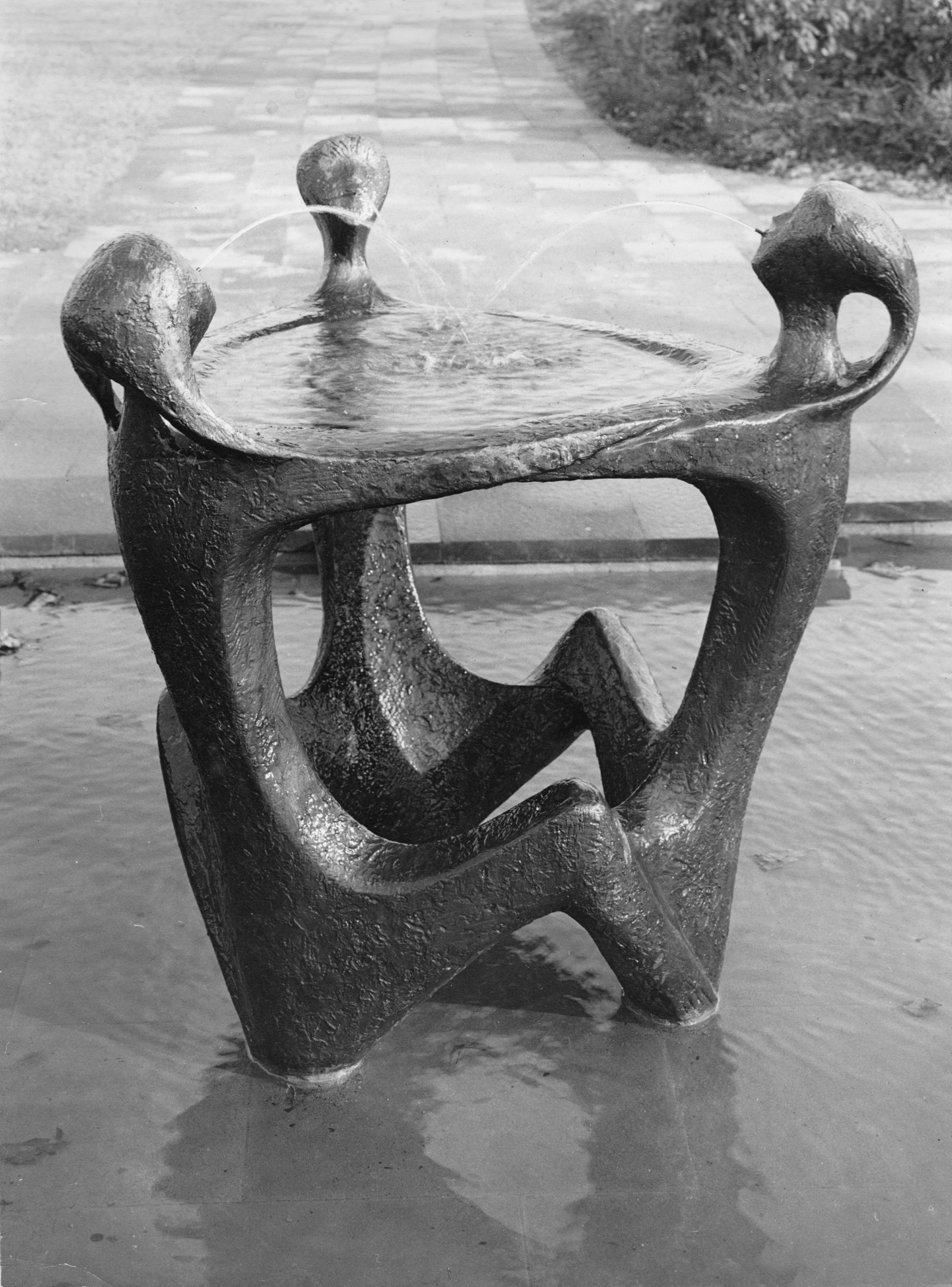
Brunnen, 1965

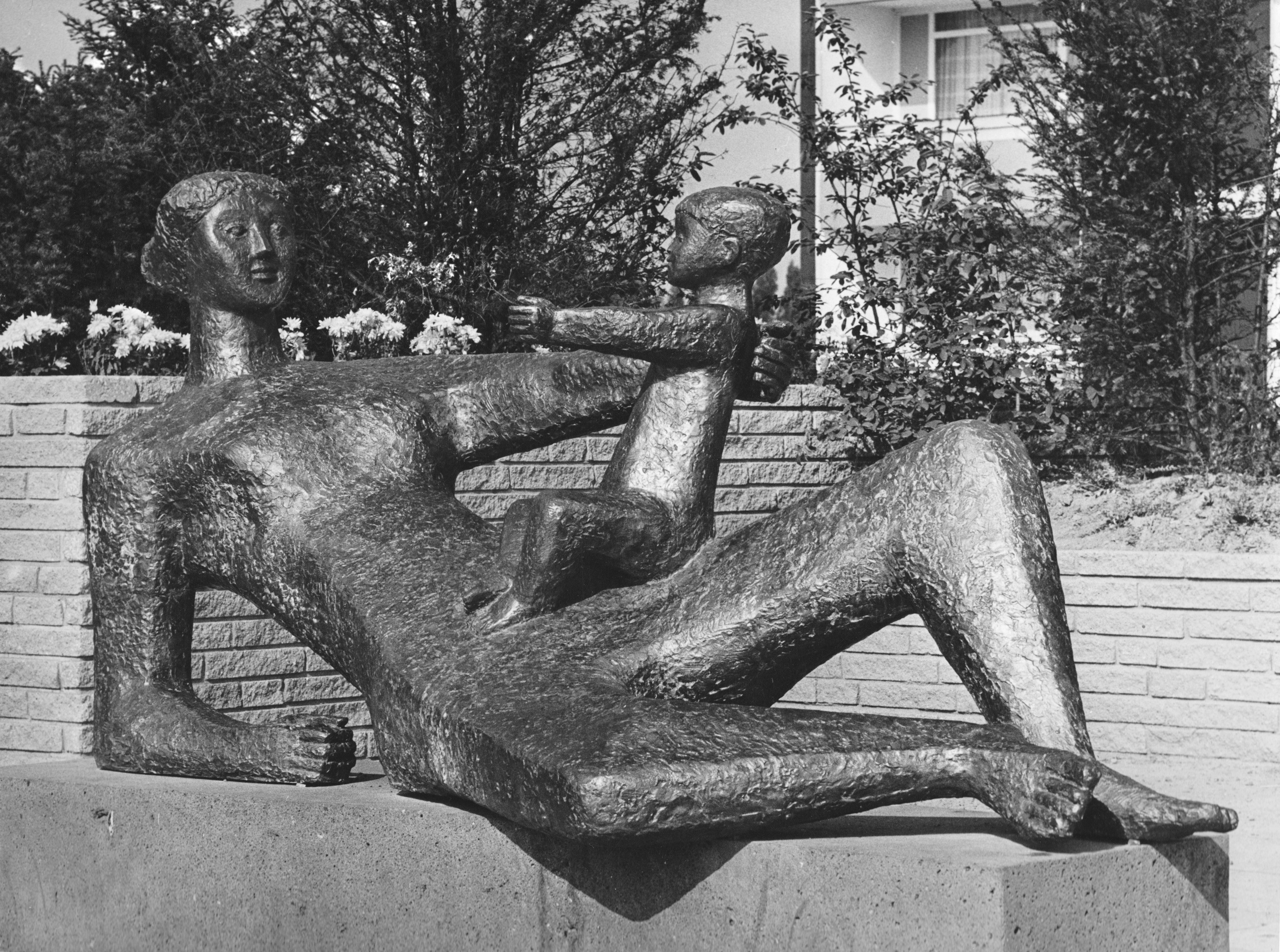
Liegende mit Kind, 1971

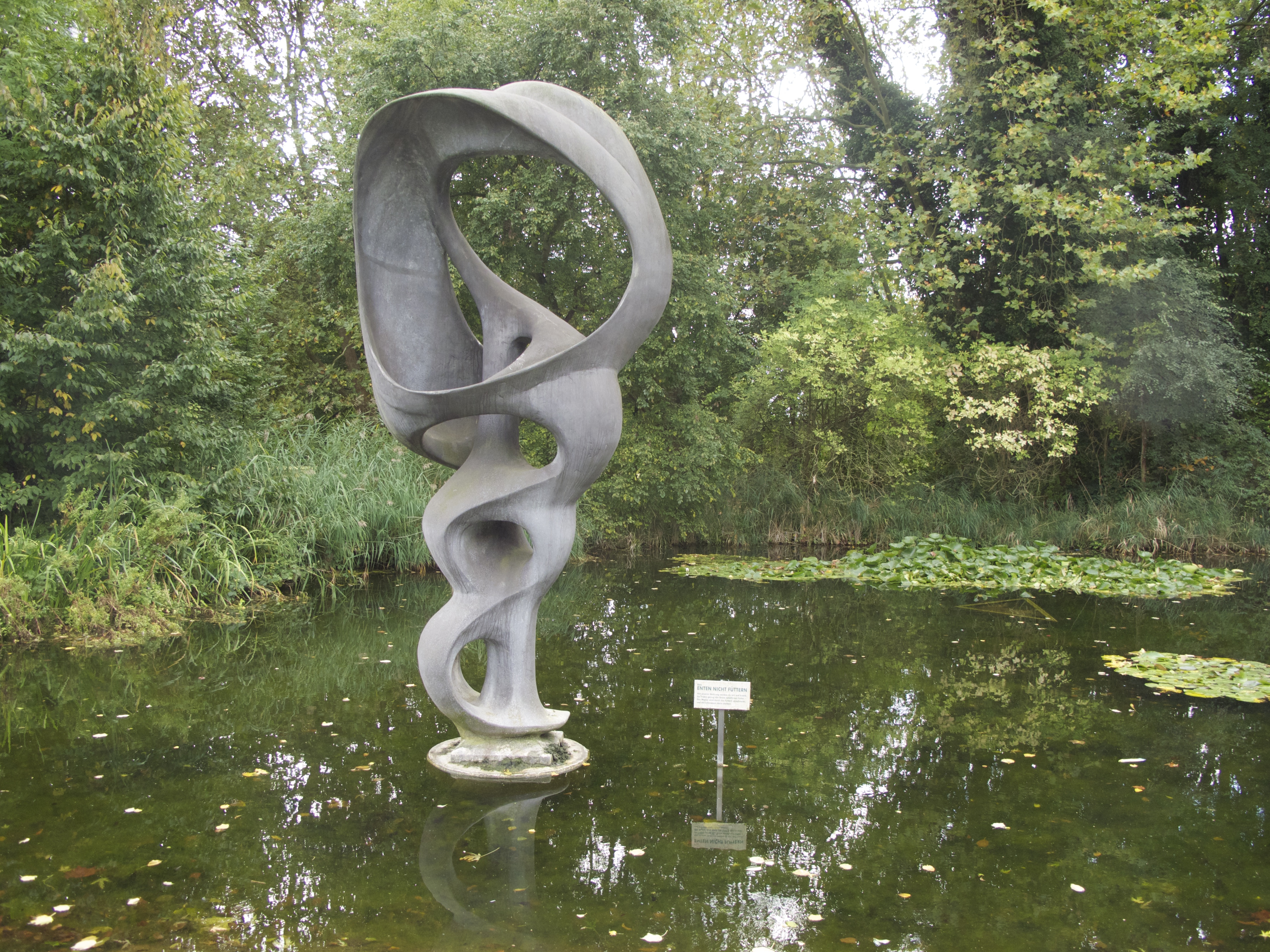
Die Meerschnecke, 1987

- 1936: zwei Figuren „Sämann“ und „Ährenleserin“ für die Reichsausstellung Schaffendes Volk, die 1938 vom damaligen Polizeipräsidenten entfernt wurden
- 1938: Monumentalplastik „Mutter und Kinder“ für Meisenheim am Glan
- 1938: Ankauf einer Marmorfigur für die „Galerie der Neuzeit“ in Düsseldorf
- 1939: Monumentalrelief „Die Quelle“ für die Weltausstellung „Das Wasser“ in Lüttich
- 1939: zwei Porträtbüsten „Friedrich der Große und sein Vater“ für das Provinziallandesmuseum in Wesel
- 1939: Ankäufe von Arbeiten durch die „Galerie der Neuzeit“ in Düsseldorf und vom Folkwangmuseum in Essen
- 1940: Hardenberg-Büste für das Landesmuseum in Bonn
- 1940: Plastik „Mutter und Kinder“ für die Wanderer-Werke in Siegmar
- 1945: Zeiss-Porträt – Relief für den Eichplatz in Jena/Thüringen
- 1948: Goethe-Porträt, überlebensgroß, für das Deutsche Nationaltheater in Weimar
- 1949: Mozart-Porträt für die Musikhochschule in Weimar
- 1951: Frauen-Porträts für das Angermuseum in Erfurt
- 1952: Käthe-Kollwitz-Porträt für das Museum Altenburg
- 1952: Käthe Kollwitz-Porträt für das Museum Chemnitz
- 1952: Thomas Müntzer-Porträt für das Rathaus in Mühlhausen/Thüringen
- 1954: Thomas Müntzer-Büste am Paulshöher Weg in Schwerin
- 1954: Lebensgroße Knabengruppe für das Museum in Weimar
- 1954: Karl-Marx-Porträt, überlebensgroß für die Universität Jena und die Akademie in Moskau
- 1955: Madonnen-Statue für die Stadt Monheim/Hitdorf
- 1955: Comenius-Relief für das Comenius-Gymnasium in Düsseldorf-Oberkassel
- 1955: „Mutter und Kind“ für das Ehrengräberfeld der Bombenopfer der Stadt Wuppertal
- 1955: Figurenfries (14 Figuren) in Lebensgröße und zehn dekorative Motive für das Theater Wuppertal-Barmen[4]
- 1956: Düsseldorfer Löwe, Bronzelöwe auf Granitsäule vor dem Düsseldorfer Rathaus (Verwaltungsgebäude Marktplatz 6), 1. Preis im Wettbewerb für das Düsseldorfer Stadtwappen (1955)
- 1956: elf Porträtreliefs der Schill’schen Offiziere für die Katakomben der Stadt Wesel
- 1958: Ehrenmal der Sturmartillerie in Karlstadt am Main[5]
- 1958: Relief für Schulneubau Rethel-Gymnasium Düsseldorf
- 1958: Carl-Theodor-Porträt für Schloss Benrath (durch Vandalismus zerstört, 1961 neu gearbeitet)
- 1959: Käthe-Kollwitz-Porträt für gleichnamige Schule am Hackenbruch
- 1960: „Der Sämann“, Vollplastik für das Finanzamt Lennep
- 1961: Homer-Relief für ein Gymnasium in Düsseldorf, Graf-Recke-Straße
- 1961: Wappen und große Figurengruppe für das Verwaltungsgebäude Horten in Düsseldorf, Am Seestern
- 1962: Aeskulap-Relief für das Verwaltungsgebäude des Ärztehauses Nordrhein, Düsseldorf
- 1962: Käthe-Kollwitz-Porträt für gleichnamige Schule in Düsseldorf
- 1962: Allegorische Köpfe für Friedhofshalle in Duisburg
- 1963: Großer Kinderbrunnen für den Schulhof der neuen Volksschule in Großenbaum bei Duisburg
- 1964: Mahnmal der Zerstörung, Alter Friedhof, Wesel[6]
- 1965: drei Betonskulpturen für einen Schulneubau in Duisburg-Eickelkamp
- 1965: 3. Preis und Ankauf eines Brunnens für Düsseldorf-Unterrath
- 1965: Dietrich-Bonhoeffer-Porträt für gleichnamiges Gymnasium in Hilden
- 1966: Mädchengruppe für Realschule in Wesel
- 1967: „Die Schwester“, Bronze überlebensgroß für das Städtische Krankenhaus in Monheim am Rhein
- 1967: Steinfigur für das Gesundheitsamt in Monheim
- 1968: „Lesender Knabe“, Bronzefigur für Schule in Monheim
- 1969: Mahnmal für die Stadt Monheim, Hitdorf
- 1971: „Mutter und Kind“ für ein Kinderheim in Monheim
- 1972: Zille-Porträt, überlebensgroß, für die Siedlung „Neue Heimat“ am Zille-Platz in Monheim
- 1972: Günther-Schwietz-Porträt
- 1973: „Kernspaltung“, Brunnen-Plastik für Otto-Hahn-Gymnasium in Monheim
- 1975: Reliefs und Kleinplastiken an Sparkassen in Monheim, Düsseldorf
- 1976: Porträtbüste Andreas Stihl, überlebensgroß
- 1976: Löwe in Bronze und fünf Medaillons für den Marktbrunnen in Ratingen
- 1978: August Deusser, Porträt-Relief für die Deusser-Stiftung in Zürich
- 1981: „Die Anbetung“, Kleinplastik „Königsgruppe“ für Dr. H. Hitzbleck
- 1982: „Sitzender“, Bronze auf Findlingssockel für Dr. med. Ernst Sonntag, Velbert
- 1984: Porträtbüste Prof. Dr. Wilhelm Seedorf, Berlin-Charlottenburg
- 1987: „Die Meerschnecke“ für den Aquazoo (Löbbecke-Museum) in Düsseldorf, Nordpark

## Ausstellungen (unvollständig)
- 1948: Weimar, Schloss („Künstler schaffen. 1945–1948“)

- 1950: Galerie in Dresden
- 1952: Angermuseum in Erfurt
- 1954: Kunsthalle Düsseldorf
- 1970: Kunsthalle Langenfeld
- 1975: „Schelmenturm“ in Monheim
- 1976: Künstlersiedlung Düsseldorf-Golzheim
- 1976: Werkausstellung im Foyer des Stadttheaters Ratingen
- 1981: Hans Breker – 75 Jahre – Ausstellung im „Studio Golzheim“
- 1985: Ausstellung von Gemälden und Kleinplastiken in der Galerie Trojanski
- 1986: Ausstellung im „Studio Golzheim“
- 1991: „Schelmenturm“ in Monheim

### Postum
- 1994: Weimar, Cranach-Galerie
- 1995: Weimar, Galerie Hebecker